# Will Potter
Will Potter es un periodista estadounidense, orador público y profesor visitante Marsh de periodismo en la Universidad de Míchigan. Ha escrito para varias publicaciones, incluyendo el Chicago Tribune, The Dallas Morning News y Legal Affairs. En sus escritos, se ha centrado en cómo la «guerra contra el terrorismo» afecta las libertades civiles. Se ha convertido en uno de los principales críticos de las tácticas Green Scare del gobierno de EE. UU., a través de su sitio web GreenIsTheNewRed.com. Ha escrito varios artículos sobre este tema, además de participar en charlas y dar conferencias en universidades, utilizando algunos de sus trabajos en los cursos. En 2006, habló en el Congreso de los Estados Unidos acerca de sus informes sobre estos temas, y en 2008 su artículo sobre la Animal Enterprise Terrorism Act (en español Ley contra el terrorismo en las empresas animales), fue discutido en el libro Censored 2008, como una de las 25 principales noticias que fueron pasadas por alto en 2007. Potter también es miembro de TED, habiendo dado una charla para esa organización sobre unidades de gestión en comunicación . 

## Antecedentes
Potter cursó una maestría en escritura de la Universidad Johns Hopkins. Se graduó en 2002  summa cum laude de la Universidad de Texas en Austin de una licenciatura en periodismo.

## Temor verde
Potter ve un paralelismo entre la marca de los activistas actuales como «terroristas», y el uso de los medios de comunicación para sensacionalizar estos casos, y la persecución de los izquierdistas por el temor rojo, de la era McCarthy. Según él, el susto verde es un fenómeno nuevo asociado con grupos ambientalistas los cuales, pueden o no participar en actividades ilegales, pero igualmente son atacados desproporcionadamente por el gobierno por razones extralegales. Él piensa que estas tácticas gubernamentales son una amenaza para las libertades civiles que puede afectar progresivamente a más grupos e individuos.
Él cree que etiquetar a las personas como «terroristas» se está utilizando como una táctica de miedo para desacreditar y reprimir a activistas pacíficos. Señala las diferencias obvias entre lo que generalmente se acepta como terrorismo y las tácticas de ciertos activistas. Él cree que la verdadera motivación para esta caracterización «terroristas» es la defensa de las ganancias corporativas y el control sobre el activismo social. Potter cree que el ataque contra los derechos de los animales y los movimientos de liberación de la tierra, los cuales son considerados la principal amenaza terrorista interna por parte del FBI, no tiene nada que ver con la seguridad. Advierte sobre la represión extendida a otros grupos protegidos por la Primera Enmienda, en el futuro. Él deja en claro que no excusa los actos considerados criminales, ni dice que no deberían ser procesados por la ley. 
En 2006, Potter habló con el Congreso sobre la Ley contra el terrorismo en las empresas animales, destinada a proteger a empresas que utilizan animales de las acciones de grupos defensores de los animales. Explicó por qué cree que presionar a una amplia base con enjuiciamientos a los activistas disuadirá a la franja más radical, porque estos están motivados por la ideología y no por el miedo. Además, llamó la atención sobre la erosión de las libertades civiles de los activistas pacíficos, al tiempo que destacó el daño hecho en nombre del control estatal y no de la seguridad.

## Trabajos
- El verde es el nuevo rojo ( City Lights, 2011) ISBN 978-0-87286-538-9

## Críticas
Potter se ha convertido en objeto de críticas por parte de un grupo que lo acusa de supuestamente defraudar al público través de una campaña de Kickstarter que realizó en 2014. La campaña recaudó 75.064 dólares estadounidenses para financiar un proyecto para comprar un avión no tripulado para capturar imágenes aéreas de granjas industriales para realizar informes de investigación más allá de las leyes "mordaza". Potter ha realizado numerosas declaraciones públicas para abordar los retrasos en el proyecto, a saber, una expansión del proyecto que también incluye un libro de bolsillo publicado por una editorial en 2018. En marzo de 2018, la organización TED y su equipo legal revisaron los documentos financieros del proyecto y desestimaron los reclamos de fraude, declarando públicamente: «Hemos investigado las acusaciones y estamos satisfechos de que las acusaciones en su contra son infundadas. Más específicamente, hemos revisado registros detallados de cómo se ha gastado el dinero recaudado para este proyecto. Estamos seguros de que se ha hecho un uso adecuado de los fondos, mientras se continúa llevando a cabo un proyecto desafiante, y que el proyecto terminado cumplirá con el alto nivel de trabajo por el que se le conoce. Apoyamos completamente a Will, y él continuará siendo un miembro senior de TED».

## Otras actividades
Potter aparece en el documental de 2014 Cowspiracy. También recita un texto sobre el terrorismo ecológico llamado We Will Never Forget en el tema The Eco-Terrorist in Me para la banda de punk Rise Against de Record Store Day,. Se dice que la canción homónima del disco está inspirada en el libro de Potter Green Is the New Red (El verde es el nuevo rojo).

## Reconocimientos
Su informe sobre la Ley contra el terrorismo en las empresas animales ha sido reconocido por el Proyecto Censurado «por su destacado periodismo de investigación», como una de las 25 principales «historias que no salieron en las noticias de 2007». También recibió el premio Mark of Excellence por la escritura de reportajes, presentado por la Sociedad de Periodistas Profesionales, y el reconocimiento de Scripps Howard, Lantern Books y el Press Club de Dallas.